# Paul Herget
Pour les articles homonymes, voir Herget.
Paul Herget, né le 30 janvier 1908 et mort le 27 août 1981, était un astronome américain.

## Biographie
Herget a enseigné l'astronomie à l'université de Cincinnati. Il a tenu un rôle de pionnier dans l'utilisation des méthodes numériques et des ordinateurs, dans la résolution de problèmes scientifiques et astronomiques en particulier (par exemple, dans le calcul des tables d'éphémérides pour les planètes mineures).
Pendant la Seconde Guerre mondiale, il a appliqué ces mêmes talents à l'effort de guerre, en aidant à localiser les sous-marins en mettant en application la trigonométrie sphérique.
Herget a créé le Centre des planètes mineures à l'université après la guerre en 1947. Il a également été nommé directeur de l'observatoire de Cincinnati. Le Centre des planètes mineures a finalement été transféré en 1978 au Smithsonian Astrophysical Observatory à Cambridge, Massachusetts, où il est toujours en activité.
L'astéroïde (1751) Herget est nommé en son honneur.